# Malpica de Bergantiños
Malpica de Bergantiños è un comune spagnolo di 5 391 abitanti situato nella comunità autonoma della Galizia.